# Ernest Schultz
Ernest Schultz (født 29. januar 1931 i Dalhunden, død 21. september 2013) var en fransk fodboldspiller og -træner, der spillede som angriber. 
Han var på klubplan tilknyttet Olympique Lyon, Toulouse FC og US Boulogne, og spillede desuden en kamp for det franske landshold. Han var med på det franske hold ved VM i 1954 i Schweiz.